# شمظي (الحيمة الداخلية)

تعديل مصدري - تعديل

شمظي هي إحدى قرى عزلة بلاد القبائل بمديرية الحيمة الداخلية التابعة لمحافظة صنعاء، بلغ تعداد سكانها 403 نسمة حسب تعداد اليمن لعام 2004.